# Liste der Biografien/Rz
Liste der Biografien |
Portal Biografien |
Personensuche
# |
A |
B |
C |
D |
E |
F |
G |
H |
I |
J |
K |
L |
M |
N |
O |
P |
Q |
R |
S |
T |
U |
V |
W |
X |
Y |
Z |
?
 
Ra |
Rb |
Rd |
Re |
Rh |
Ri |
Rj |
Rk |
Rl |
Rm |
Rn |
Ro |
Rr |
Rs |
Rt |
Ru |
Rv |
Rw |
Rx |
Ry |
Rz
Die Liste der Biografien führt alle Personen auf, die in der deutschsprachigen Wikipedia einen Artikel haben. Dieses ist eine Teilliste mit 54 Einträgen von Personen, deren Namen mit den Buchstaben „Rz“ beginnt.

## Rz

### Rza
- RZA (* 1969), US-amerikanischer Rap-Musiker, Schauspieler und Mitglied des Wu-Tang ClansRZA (* 1969)

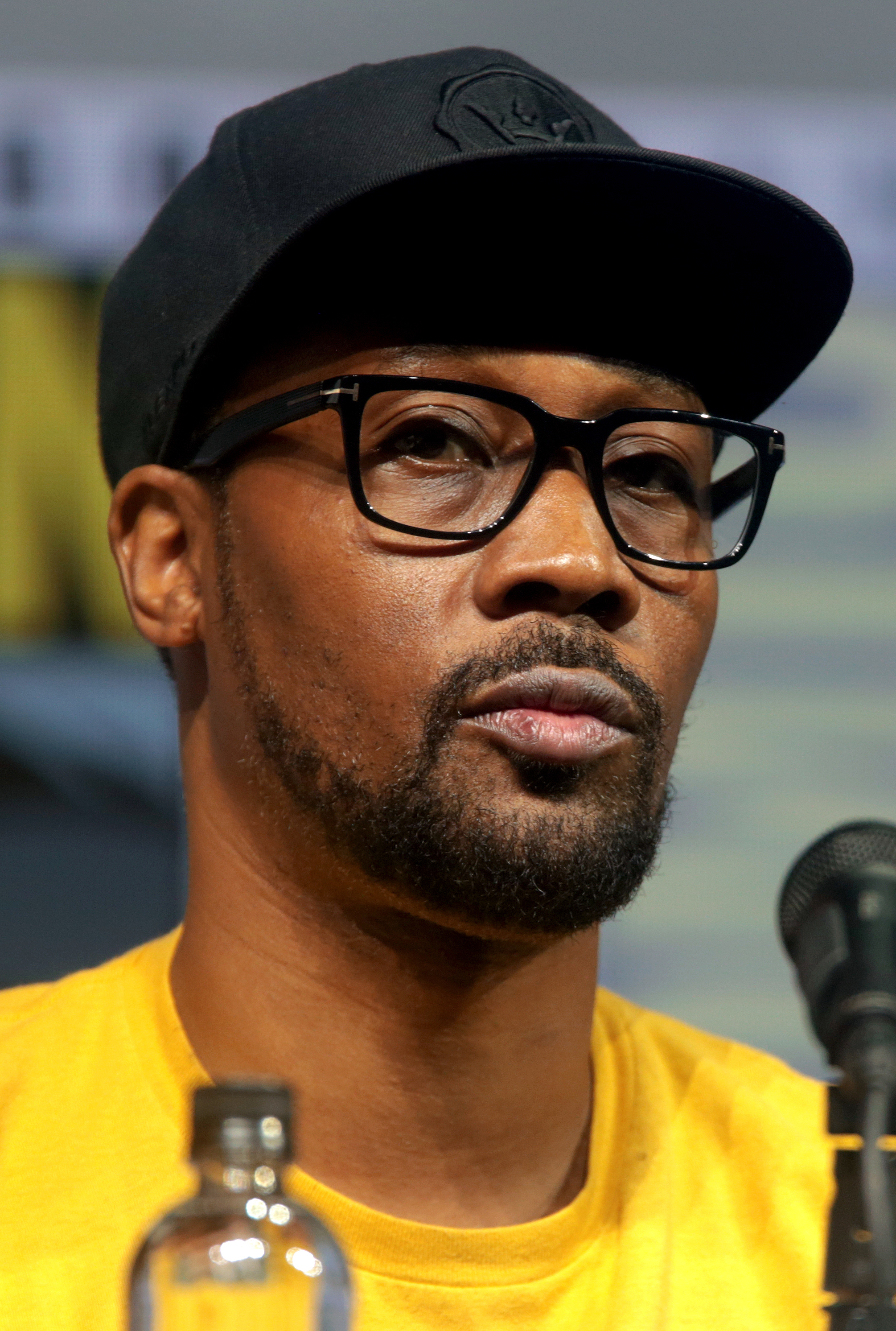
RZA (* 1969)

- Rzach, Alois (1850–1935), böhmischer Philologe
- Rzadtki, Hans-Dietrich (* 1957), deutscher Jurist, Präsident des Amtsgerichts Hamburg
- Rzadzinski, Stefan (* 1993), kanadischer Rennfahrer
- Rżany, Andrzej (* 1973), polnischer Boxer
- Rzany, Axel (* 1950), deutscher Fußballspieler
- Rzany, Berthold (* 1961), deutscher Dermatologe
- Rząsa, Tomasz (* 1973), polnischer Fußballspieler
- Rzatkowski, Marc (* 1990), deutscher Fußballspieler
- Rzayev, Azər (1930–2015), sowjetisch-aserbaidschanischer Komponist, Geiger und Musikpädagoge
- Rzayev, Rövşən (* 1962), aserbaidschanischer Politiker und Vorsitzender des Staatskomitees der Republik Aserbaidschan für Flüchtlinge und Binnenvertriebene
- Rzayeva, Ağabacı (1912–1975), sowjetisch-aserbaidschanische Komponistin, Musikpädagogin und Politikerin

### Rze
- Rzeczkowska, Magdalena (* 1974), polnische Ministerin
- Rzehaczek, Michael (* 1967), deutscher Fußballspieler
- Rzehak, Peter (* 1970), österreichischer Skirennläufer
- Rzehak, Wolfgang (* 1967), deutscher Politiker (Bündnis 90/Die Grünen)
- Rzepa, Henry (* 1950), britischer Chemiker und emeritierter Professor für Computational Chemistry
- Rzepka, Peter (* 1944), deutscher Politiker (CDU), MdA, MdB
- Rzepka, Sylvia (* 1976), deutsche Westernreiterin
- Rzepkowski, Horst (1935–1996), deutscher Missionswissenschaftler
- Rzepkowski, Mirosław (* 1959), polnischer Sportschütze
- Rzepliński, Andrzej (* 1949), polnischer Jurist, Doktor der Rechtswissenschaft, Hochschullehrer und emeritierter Verfassungsrichter
- Rzepnikowski, Theophil (1843–1922), polnischer Mediziner und Politiker, MdR
- Rzeppa, Alfred Hans (1885–1965), US-amerikanischer Ingenieur

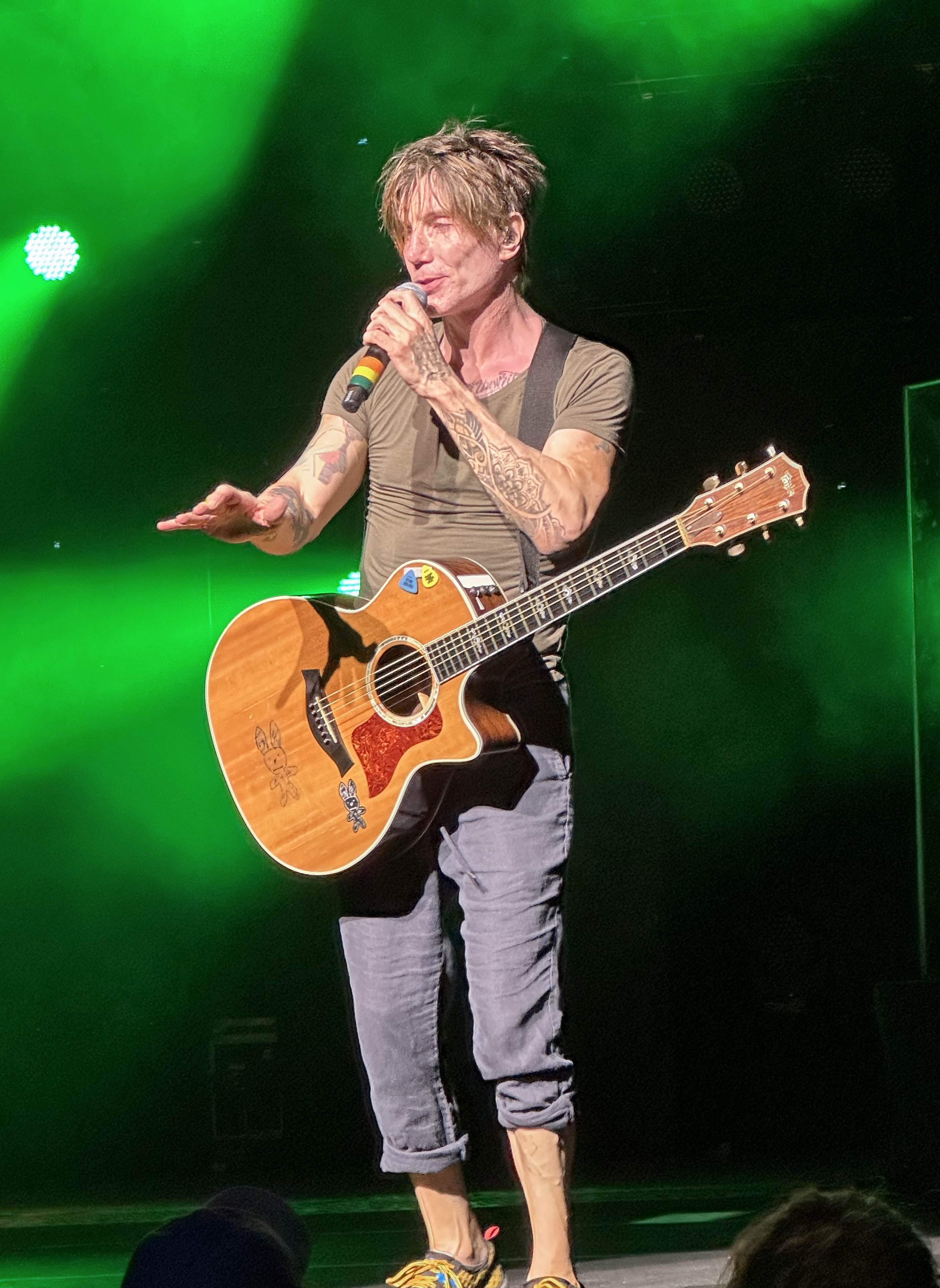
John Rzeznik (* 1965)

- Rzesacz, Robert (* 1977), deutscher Filmeditor
- Rzesnitzek, Friedrich (1904–1978), deutscher Finanzökonom und Hochschullehrer
- Rzeszotarski, Alfons (1847–1904), polnisch-russischer Metallurg, Metallkundler und Hochschullehrer
- Rzeszotnik, Jacek (* 1967), polnischer Germanist
- Rzeszut, Johann (* 1941), österreichischer Jurist und Präsident des Obersten Gerichtshofes (2003–2006)
- Rzeszutek, Andrzej (* 1991), polnischer Wasserspringer
- Rzeszutko, Jarosław (* 1986), polnischer Eishockeyspieler
- Rzetelska-Feleszko, Ewa (1932–2009), polnische Linguistin
- Rzewski, Frederic (1938–2021), US-amerikanischer Komponist und PianistFrederic Rzewski (1938–2021)

Frederic Rzewski (1938–2021)

- Rzewuski, Alex-Ceslas (1893–1983), polnisch-französischer Aristokrat, römisch-katholischer Geistlicher, Dominikaner, Maler und Grafiker
- Rzewuski, Henryk (1791–1866), polnischer Schriftsteller
- Rzewuski, Seweryn (1743–1811), polnischer Dichter, Generaladjutant, Woiwode und Großhetman der polnischen Krone
- Rzewuski, Wacław Piotr (1706–1779), polnischer Wojewode und Großhetman
- Rzewuski, Wacław Seweryn (1784–1831), polnischer Entdecker, Dichter, Orientalist und Pferdeexperte
- Rzeźnicki, Marian, polnischer  Radrennfahrer
- Rzeźniczak, Jakub (* 1986), polnischer Fußballspieler
- Rzeźniczak, Mateusz (* 1998), polnischer Sprinter
- Rzeznik, John (* 1965), US-amerikanischer Produzent, Songschreiber und SängerJohn Rzeznik (* 1965)

### Rzi
- Rziha, Adolf (1875–1962), österreichischer Rennrodler
- Rziha, Franz von (1831–1897), österreichischer Eisenbahn- und Tunnelbauer, Erfinder
- Rziha, Jan (* 1963), deutscher Fußballspieler
- Rzihacek, Andrea (* 1963), österreichische Historikerin

### Rzo
- Rzodeczko, Edith (1927–1984), deutsche Malerin und Grafikerin
- Rzodeczko, Ursula (1929–2017), deutsche Malerin und Hochschullehrerin
- Rzońca, Andrzej (* 1977), polnischer Ökonom und Hochschullehrer
- Rzońca, Bogdan (* 1961), polnischer Politiker, Ökonom und Pädagoge
- Rzouga, Youssef (* 1957), tunesischer Dichter und Schriftsteller

### Rzy
- Rzymełka, Jan (* 1952), polnischer Politiker, Mitglied des Sejm
- Rzymkowski, Johannes (1899–1973), deutscher Ingenieur, Fotograf und Hochschullehrer
- Rzymowski, Wincenty (1883–1950), polnischer Politiker und Schriftsteller